# Каспър (сериал)
„Каспър“ (на английски: The Spooktacular New Adventures of Casper) е американски анимационен сериал, дебютирал на 24 февруари 1996 г. и свършва на 17 октомври 1998 г. по Fox Kids. Базиран е на едноименния комикс на едноименния герой от Harvey Comics. Той е спиноф на игралния филм „Каспър“ (1995).

## „Каспър“ В България
В България сериалът е излъчен през 2007 г. по Диема Фемили. Дублажът е на Медиа Линк. Ролите се озвучават от артистите Вилма Карталска, Виктория Буреш, Стефан Рядков, Петър Върбанов и Илия Иванов.